# Слободан Џунић
Слободан Џунић (Темска, код Пирота, 28. новембар 1921 — Београд, 13. новембар 1998) био је српски приповедач, романсијер и песник.

## Биографија
Основну школу завршио је у Темској, гимназију у Пироту, а Правни факултет у Београду. Највећи део свог радног века провео је у Радио Београду као новинар и уредник Литерарне редакције, а затим као уредник за историографију. Умро је новембра 1998. године не дочекавши излазак из штампе свог најобимнијег романа Ветрови Старе планине.
Слободан Џунић у својим прозним делима користи пиротски говор и бави се човеком старопланинског краја, његовом митологијом и религијом. Његов брат од стрица био је Десимир Тошић, истакнути члан Демократске странке у међуратном периоду.

## Књиге приповедака
- Зрна, Ново поколење, Београд, 1951.
- Њива у Рудињу, Народна књига, Београд, 1956.
- Глади, Минерва, Суботица/Београд, 1957.
- Иза сунчеве стране, Просвета, Београд 1975.
- Под кишном звездом, Слово љубве, Београд, 1979.
- Кусидол, Вук Караџић, Београд, 1983.
- Свитац у свемиру, М инерва, Суботица, 1985.
- Анђелиште, СКЗ, Београд, 1992.
- Кодема, КЗ "Бора Станковић", Врање, 2006.

## Изабране приповетке
- Изабране приповетке, СКЗ, 1986.
- Испод мртвачког моста, Просвета, Ниш, 1996.

## Романи
- Виноград Господњи, Минерва, Суботица/Београд, 1957.
- Пагани, Просвета, 1964.
- Курјак, самостално издање, Београд, 1971.
- Меана поред друма, СКЗ, Београд, 1974.
- Медовина, Градина, Ниш, 1979.
- Оброк, Народна књига, Београд, 1982.
- Василијана, СКЗ, Београд, 1990.
- Чаробни камен, СКЗ, Београд, 1994.
- Ветрови Старе планине, Просвета, Ниш, 1998, 2004.

## Поезија
- Слапови, ауторско издање, Београд, 1972.
- Дивља ружа (лирска проза), БИГЗ, Београд, 1973.

## Награде
- Награда „Борисав Станковић”, постхумно, за роман Ветрови Старе планине, 1999.